# Verticordia subulata
Verticordia subulata är en myrtenväxtart som beskrevs av Alexander Segger George. Verticordia subulata ingår i släktet Verticordia och familjen myrtenväxter. Inga underarter finns listade i Catalogue of Life.